# Abaris (Dolion)
Abaris (starořecky: Ἄβαρις – Abaris) je v řecké mytologii Dolion z města Kyzikos v Mýsii, přistěhovalec z Thrákie.
Podle antického autora Gaia Valeria Flacca byl rodákem z Thrákie, který se usadil v maloasijské Mýsii ve městě Kyzikos a stal se společníkem krále Kyzika. Když král Kyzikos přijal Argonauty, kteří se u něj zastavili na cestě se zlatým rounem do Kolchidy, pohostil je a jejich vůdce Iásóna upozornil na hrozné šestiruké obry, kteří žili na protilehlém pobřeží.
Argounati díky tomu druhý den obry porazili a pokračovali v cestě. V noci se však vítr obrátil a zahnal je zpět ke břehům. Když Argonauti vystoupili v noci na břeh, obyvatelé si je spletli s piráty a zaútočili na ně. V tomto boji zahynul Abaris i král Kyzikos, kterého zabil Iásón. Když ráno všichni zjistili, jaké chyby se dopustili, smířili se a pochovali své mrtvé.